# Hiller Aviation Museum
Hiller Aviation Museum är ett flygmuseum på San Carlos Airport i San Carlos, Kalifornien. Museet grundades av Stanley Hiller 1998.
Museet har drygt 50 utställda luftfarkoster, bland andra:
- Replika av Hiller XH-44
- Hiller Flying Platform, ett experimentflygplan från 1955 för låghöjdsflygning[2]
- En Fairchild 24
- Rutan Defiant, Burt Rutans egna hemmabyggda flygplan
- En Grumman HU-16 Albatross, vilken var det första flygplanet som flög jorden runt[3]